# Fiolka
Fiolka è l'album di debutto della cantante polacca Fiolka Najdenowicz, pubblicato il 12 marzo 2001 su etichetta discografica Sony Music Entertainment Poland.

## Tracce
1. Zostawiłeś... – 3:24
2. Głośny śmiech – 4:14
3. Komu ja – 3:33
4. Vreteno – 3:14
5. Niebieskie – 4:21
6. Nie ma nic – 4:53
7. Amen – 4:29
8. Takim go kocham – 4:38
9. Żmija – 6:05
10. Filigrany i moriole – 4:31
11. Głośny śmiech (Remix-Bon Air) – 4:08

CD2 nell'edizione speciale
1. Zostawiłeś... – 3:24
2. Zostawiłeś... (Remix) – 3:56
3. Komu ja (Remix) – 3:19
4. Zostawiłeś... (Jacko Space Remix) – 3:41
5. Takim go kocham (Fiolka Emce Kwadrat Remix) – 5:42

## Classifiche
| Classifica (2001) | Posizione massima |
| ----------------- | ----------------- |
| Polonia           | 19                |